# Ortsgröße
Die Ortsgröße kann durch verschiedene Charakteristika bestimmt werden (Fläche, Anzahl Gebäude etc.). In der Regel jedoch wird nach Einwohnerzahl unterschieden und in Deutschland nach Städten und Gemeinden differenziert.

## Mathematische Modellierung
Für die mathematische Modellierung der Ortsgröße sei die Einwohnerzahl des k-ten Ortes als {\displaystyle N_{k}} bezeichnet. Der Anteil der Einwohnerzahl des Ortes an der Gesamteinwohnerzahl eines Landes {\displaystyle N} ist gegeben durch:
{\displaystyle m_{k}={\frac {N_{k}}{N}}}
Die Größe eines Ortes hängt davon ab, wie stark der Anteil {\displaystyle m_{k}} im Laufe der Zeit wächst. Das Wachstum eines Ortes wird im Wesentlichen durch zwei Prozesse bestimmt. Einerseits verändert sich die Ortsgröße durch die Geburt und den Tod von Einwohnern. Andererseits kann sie durch Ereignisse, wie den Zuzug und Wegzug von Einwohnern variieren. Betrachtet man diese Ereignisse als zufällig, so ist die Anzahl von Geburts- oder Todesereignissen pro Zeitspanne umso höher, je größer ein Ort ist. Gleichfalls gilt, dass in erster Näherung auch die Anzahl von Zu- und die Abwanderungsereignissen eines Ortes proportional zu dessen Größe ist (Die Entstehung eines neuen Ortes wird als seltenes Ereignis betrachtet und hier nicht explizit berücksichtigt). Das Wachstum der Einwohnerzahl des k-ten Ortes kann daher als
{\displaystyle {\frac {\mathrm {d} N_{k}}{\mathrm {d} t}}=\alpha _{k}N_{k}}
geschrieben werden, wobei {\displaystyle \alpha _{k}} die Wachstumsrate der Einwohnerzahl des k-ten Ortes ist. Die gleichen Prozesse, die zum Wachstum eines Ortes führen, bestimmen auch das Wachstum der Gesamteinwohnerzahl eines Landes. Die Gesamteinwohnerzahl wächst mit
{\displaystyle {\frac {\mathrm {d} N}{\mathrm {d} t}}=\alpha N}
wobei {\displaystyle \alpha } die mittlere Wachstumsrate der Einwohnerzahl eines Landes ist. Sie wird durch die anteilige Summe über alle Orte bestimmt:
{\displaystyle \alpha =\Sigma \alpha _{k}m_{k}}
Berechnet man nun die zeitliche Ableitung des Anteils eines Ortes an der Gesamteinwohnerzahl (erste Gleichung), so ergibt sich:
{\displaystyle {\frac {\mathrm {d} m_{k}}{\mathrm {d} t}}={\frac {1}{N}}{\frac {\mathrm {d} N_{k}}{\mathrm {d} t}}-{\frac {N_{k}}{N^{2}}}{\frac {\mathrm {d} N}{\mathrm {d} t}}}
Durch Einsetzen der obigen Gleichungen für {\displaystyle {\tfrac {\mathrm {d} N_{k}}{\mathrm {d} t}}} und {\displaystyle {\tfrac {\mathrm {d} N}{\mathrm {d} t}}} erhält man:
{\displaystyle {\frac {\mathrm {d} m_{k}}{\mathrm {d} t}}=(\alpha _{k}-\alpha )m_{k}}
Dies ist eine sogenannte Replikatorgleichung. Sie bestimmt die zeitliche Entwicklung der Ortsgröße und besagt, dass sich Orte in Konkurrenz um Einwohner befinden. Die Wachstumsrate {\displaystyle \alpha _{k}} (sogenannte Fitness) bestimmt den Wachstumserfolg. Eine hohe Fitness ist generell daran gekoppelt, dass mehr Einwohner geboren werden als sterben und mehr Menschen in einen Ort ziehen als davon weg.

## Die Verteilung der Ortsgröße
Die Wachstumsrate eines Ortes hängt von vielen Faktoren ab, die sich zeitlich ändern können. Um eine hohe Wachstumsrate zu erzielen, kann ein Ort beispielsweise dafür sorgen, dass gute Bedingungen für das Aufziehen von Kindern geschaffen werden. Wesentlich für den Zuzug (Wegzug) von Einwohnern sind wirtschaftliche, kulturelle und soziale Faktoren, dessen zeitliche Veränderungen zu Fluktuationen der Wachstumsrate {\displaystyle \alpha _{k}} führen. Die Replikatorgleichung besagt jedoch, dass Nachteile im Wachstum eines Ortes Vorteile für andere Orte bedeuten können. Zwar kann die Größe eines Ortes im Laufe der Zeit variieren, die Verteilung der Ortsgröße {\displaystyle f(m)} bleibt jedoch relativ stabil. Um diese zu ermitteln, sei die Differenz aus den Replikatorgleichungen der Stadt mit der höchsten mittleren Wachstumsrate {\displaystyle \alpha _{0}} und dem Anteil {\displaystyle m_{0}}, und einem beliebigen Ort mit dem Index {\displaystyle k} gebildet:
{\displaystyle {\frac {\mathrm {d} \ln(m_{k})}{\mathrm {d} t}}-{\frac {\mathrm {d} \ln(m_{0})}{\mathrm {d} t}}=(\alpha _{k}-\alpha _{0})=-\Delta \alpha _{k}}
mit {\displaystyle \Delta \alpha _{k}>0}. Um die zeitlichen Änderungen der Wachstumsraten zu berücksichtigen, kann man {\displaystyle \Delta \alpha _{k}} als eine fluktuierende Größe der Form
{\displaystyle \Delta \alpha _{k}=\Delta \alpha -\chi _{k}}
schreiben. In dieser Gleichung ist {\displaystyle \Delta \alpha } die mittlere Differenz der Wachstumsraten der Orte in Bezug auf die größte Wachstumsrate über den betrachteten Zeitraum und {\displaystyle \chi _{k}} eine im Mittel verschwindende fluktuierende Größe, die durch zufällige voneinander unabhängige Ereignisse bestimmt ist. Damit lässt sich die obige Gleichung umformen zu:
{\displaystyle {\frac {\mathrm {d} }{\mathrm {d} t}}\left({\frac {m}{m_{0}}}\right)=(-\Delta \alpha +\chi ){\frac {m}{m_{0}}}}
wobei zur Vereinfachung der Schreibweise der Index weggelassen wird. Es sei berücksichtigt, dass die Differenz {\displaystyle \Delta \alpha } in der Regel sehr klein ist, also {\displaystyle \Delta \alpha \sim \epsilon } mit {\displaystyle \epsilon \ll 1}. Das charakteristische Wachstum eines Ortes hängt damit wesentlich von der Größe ab. Für kleine Orte mit einem Anteil {\displaystyle {\tfrac {m}{m_{0}}}<\epsilon } kann nämlich der erste Term in der obigen Gleichung vernachlässigt werden, denn er ist sehr klein von der Größenordnung {\displaystyle \epsilon ^{2}}. Die Replikatorgleichung reduziert sich für kleine Orte auf
{\displaystyle {\frac {\mathrm {d} }{\mathrm {d} t}}\left({\frac {m}{m_{0}}}\right)=\chi {\frac {m}{m_{0}}}}
Dies ist eine sogenannte Langevin-Gleichung, die ein multiplikatives Wachstum der Einwohnerzahl beschreibt (Gibrat’s Gesetz). Unter der Annahme, dass {\displaystyle \chi } durch weißes Rauschen beschrieben werden kann, ist die Größenverteilung kleiner Orte aufgrund des zentralen Grenzwertsatzes durch eine Lognormalverteilung gegeben:
{\displaystyle f(m)={\begin{cases}\displaystyle {\frac {1}{{\sqrt {2\pi }}\sigma {\frac {m}{m_{0}}}}}\,\exp \left(-{\frac {(\ln({\frac {m}{m_{0}}})-\mu )^{2}}{2\sigma ^{2}}}\right)&m>0\\0&m\leq 0\end{cases}}}
mit den freien Parametern {\displaystyle \mu } und {\displaystyle \sigma }.
Für große Orte muss man jedoch den Term {\displaystyle \Delta \alpha } mitberücksichtigen. Um die daraus folgende Veränderung der Größenverteilung zu bestimmen, führt man neue Variable ein. Es sei:
{\displaystyle x=\ln \left({\frac {m}{m_{0}}}\right)}
und
{\displaystyle {\frac {\mathrm {d} V}{\mathrm {d} x}}=\Delta \alpha }
Durch Einsetzen erhält man:
{\displaystyle {\frac {\mathrm {d} x}{\mathrm {d} t}}=-{\frac {\mathrm {d} V}{\mathrm {d} x}}+\chi }
Diese Form einer Langevingleichung ist aus der Diffusion Brownscher Teilchen bekannt. Sie beschreibt eine fluktuierende Größe {\displaystyle x} in einem Potential {\displaystyle V(x)}. Die Verteilungsfunktion {\displaystyle f(x)} wird über einen längeren Zeitraum durch eine Maxwell-Boltzmann-Verteilung beschrieben:
{\displaystyle f(x)\sim \exp \left(-{\frac {V(x)}{D}}\right)}
Dabei ist {\displaystyle D} die Rauschamplitude der stochastischen Funktion {\displaystyle \chi } und
{\displaystyle V(x)=\int \Delta \alpha \mathrm {d} x.}
Durch Einsetzen der ursprünglichen Variablen erhält man:
{\displaystyle f(x)\mathrm {d} x=f(m)dm\sim \exp \left(-{\frac {1}{D}}\int \Delta \alpha d\ln \left({\frac {m}{m_{0}}}\right)\right)d\ln \left({\frac {m}{m_{0}}}\right)}
Die Integration liefert schließlich eine Pareto-Verteilung (power-law-Verteilung) der Form
{\displaystyle f(m)\sim {\frac {1}{{\frac {m}{m_{0}}}^{1+a}}}}
mit dem Pareto-Exponenten {\displaystyle a={\tfrac {\Delta \alpha }{D}}}. Die Verteilung großer Orte mit {\displaystyle m>\epsilon } wird also nach genügend langer Zeit durch ein Potenzgesetz beschrieben. Für große Städte ist bekannt, dass sie in eine Zipf-Verteilung mit {\displaystyle a=1} übergeht.
Die Verteilung der Ortsgröße ist daher eine Lognormalverteilung für kleine Orte und einer Pareto-Verteilung für große Orte (Städte), wie sie auch in empirischen Untersuchungen gefunden wird. Die Theorie besagt, dass große Orte einen Wachstumsvorteil allein durch ihre Größe haben. Dieser sogenannte Skaleneffekt kommt zustande, weil große Orte mehr vom Wachstum der Einwohnerzahl eines Landes profitieren können als kleine Orte. Kleine Orte laufen dagegen Gefahr, bereits durch minimale Fluktuationen (aufgrund geringer Geburtenzahlen und schlechter wirtschaftlicher Bedingungen) komplett zu verschwinden.

## Orte nach Größe
Siehe auch die Liste der Groß- und Mittelstädte in Deutschland.